# Station Villenave-d'Ornon
Station Villenave-d'Ornon is een spoorweghalte in de Franse gemeente Villenave-d'Ornon. Zij wordt bediend door treinen van het netwerk TER Nouvelle-Aquitaine op het traject Bordeaux - Langon.